# Bishop Mountain Lookout
Le Bishop Mountain Lookout est une tour de guet du comté de Fremont, dans l'Idaho, aux États-Unis. Situé à 2 380 mètres d'altitude dans les montagnes Centennial, il est protégé au sein de la forêt nationale de Caribou-Targhee. Il est par ailleurs inscrit au Registre national des lieux historiques depuis le 23 mai 1986.